# Дионисий Ладопулос
Дионисий (на гръцки: Διονύσιος) е гръцки духовник, неаполски и ставруполски митрополит от 1974 до 2004 година.

## Биография
Роден е като Йоанис Ладопулос (Ιωάννης Λαδόπουλος) в Кастели на Крит. Завършва Семинарията на Халки в 1965 г. В 1955 година е хиротонисан за дякон, а в 1960 година за презвитер. На 26 май 1974 г. е ръкоположен за епископ на новосъздадената епархия на Неаполи и Ставруполи. На 25 август 2004 г. подава оставка по здравословни причини. Умира на 8 август 2008 г.